# Jorge Arturo García Rubí
Jorge Arturo García Rubí (Cuernavaca, Morelos; 21 de noviembre de 1948[cita requerida]-31 de octubre de 2023) fue un abogado y político mexicano, miembro del Partido Revolucionario Institucional que fue gobernador de Morelos durante unos meses de 2000.

## Biografía
Jorge Arturo García Rubí fue un abogado egresado de la Facultad de Derecho y Ciencias Sociales de la Universidad Autónoma del Estado de Morelos, desempeño los cargos de Secretario de Juzgado, Juez Penal de Primera Instancia, Director de la Facultad de Derecho de la UAEM, en 1987 fue nombrado Subprocurador de Justicia del Estado hasta 1993 cuando fue designado magistrado del Supremo Tribunal de Justicia de Morelos, de ese año a 1994 fue procurador general de Justicia del estado, y al terminar ese cargo fue designado presidente del Supremo Tribunal de Justicia de Morelos, hasta 1998 en que es nombrado secretario general de Gobierno por el gobernador Jorge Morales Barud.
Fue  Director de la Facultad de Derecho y Ciencias Sociales de la Universidad Autónoma del Estado de Morelos, con licencia para ocupar otro puesto en dicha universidad. Fue catedrático de esta facultad, impartiendo las asignaturas de: Teoría de la Ley Penal y Delito y Delitos en Particular.
En 2000 se llevó a cabo la reforma legal para que las elecciones a Gobernador de Morelos se empataran con las Elecciones presidenciales, de esta manera tuvo que cambiarse la fecha de inicio del periodo gubernamental del 18 de mayo que se realizaba, al 1 de octubre, sin embargo, el periodo para el que había sido designado Jorge Morales Barud (supliento a Jorge Carrillo Olea) terminaba en la primera fecha señalada y la ley prohibía la prorrogación del periodo o reelección del gobernador, por lo cual Jorge Arturo García Rubí fue designado Gobernador para el periodo del 18 de mayo al 30 de septiembre.
Falleció el 31 de octubre de 2023.